# Rourea asplenifolia
Rourea asplenifolia là một loài thực vật có hoa trong họ Connaraceae. Loài này được Gustav August Ludwig David Schellenberg miêu tả khoa học đầu tiên năm 1938 dưới danh pháp Roureopsis asplenifolia. Năm 1989 Carel Christiaan Hugo Jongkind chuyển nó sang chi Rourea.

## Phân bố
Loài này có tại Malaysia bán đảo và Sumatra.